# Popillia kraatzi
Popillia kraatzi är en skalbaggsart som beskrevs av Ohaus 1897. Popillia kraatzi ingår i släktet Popillia och familjen Rutelidae. Inga underarter finns listade i Catalogue of Life.